# Gobernación de Harar
El Gobierno de Harar (Governo dell'Harar, en italiano, en árabe هرار) fue una de las 6 provincias, en las cuales se subdividió el África Oriental Italiana, como parte del Imperio Italiano, en la actual Etiopía. Sus lenguas oficiales eran el italiano y el árabe.
Fue instituido el 1 de junio de 1936, luego de la conquista italiana de Etiopía. Cesando de existir en noviembre de 1941, tras la capitulación de las fuerzas italianas, durante la Segunda Guerra Mundial. La ciudad más poblada de la Gobernación de Harar era Dire Dawa.

## Subdivisiones
El Gobierno de Amara estaba formado por los comisariados de:
| - Arussi, - Cercer, - Dire Daua, | - Ghimir, - Giggiga, - Goba | - Harar, - Adama, |

## Gobernadores
- Guglielmo Nasi: 1936-1939  (primera vez).
- Enrico Cerulli: 1939-1940.
- Guglielmo Nasi: 1940-1941 (segunda vez).
- Pompeo Gorini: 1941.
- Carlo De Simone: 1941.